# 吉爾·貝羅斯
吉爾·貝羅斯（英語：Gil Bellows，1967年6月28日—）是一位加拿大演員，出生於溫哥華，他最著名的作品是於《刺激1995》中飾演的湯米·威廉斯（Tommy Williams）一角。

## 教育背景
吉尔·贝罗斯毕业于温哥华的灰角中学。

## 外部連結
- 吉爾·貝羅斯在互联网电影资料库（IMDb）上的資料（英文）